# Peace and Liberation Party
Die Peace and Liberation Party (PLP) ist eine 2001 gegründete politische Partei in Sierra Leone. Sie hat ihren Hauptsitz in Freetown. Parteivorsitzender ist Conteh Kandeh Baba (auch Barba Kandeh Conteh).

## Wahlergebnisse
Bei den Wahlen vom 14. Mai 2002 erhielt die Partei 3,6 % der Stimmen und zwei von 112 Sitzen. Ihr Kandidat bei den Präsidentschaftswahlen, Johnny Paul Koroma, gewann 3,0 % der Stimmen. Sie wurde von Anhängern Koromas gegründet, der von 1997 bis 1998 als Militärdiktator regierte, nachdem er die gewählte Regierung von Ahmad Tejan Kabbah abgesetzt hatte. Während des Bürgerkrieges in Sierra Leone war Koromas Gruppe als Armed Forces Revolutionary Council (AFRC) bekannt.
Bei den Parlamentswahlen im August 2007 gewann die Partei mit 0,38 % der Stimmen keine Sitze im Parlament. Conteh Kandeh Baba gewann als Präsidentschaftskandidat 0,6 Prozent.
Bei den Wahlen fünf Jahre später gewann die PLP nur noch 0,11 %, Conteh Kandeh Baba 0,4 Prozent bei der gleichzeitig abgehaltenen Präsidentschaftswahl. Bei der Präsidentschaftswahl 2018 kam er auf 0,2 % der Stimmen.